# Monte Egaleu
Egaleu (em grego: Αιγάλεω; romaniz.: Aigáleo; em latim: Aegaleus) é um monte localizado na cidade grega de Atenas. Conhecido por cercar a cidade a oeste, impede seu crescimento territorial e agrava seus problemas de superpopulação e poluição do ar.
A maior parte da montanha é rochosa (calcária). É uma montanha mais pequena que o Himeto. A maior parte da floresta fica a norte, onde se situa o Mosteiro de Daphni. Há também um parque nos seus confins do norte.
Com a sua boa vista para o Estreito de Salamina, o Monte Egaleo foi o local da entronação de Xerxes. O monarca observou a Batalha de Salamina a partir do monte.